# Vanida Karun
Vanida Karun (* 9. Oktober 1979 in Cuxhaven) ist eine deutsche Schauspielerin, Hörbuchsprecherin und Synchronsprecherin.

## Leben
Vanida Karun ist die Tochter eines Thailänders und einer Deutschen. Sie wuchs in Bangkok und Bremen auf und absolvierte von 2000 bis 2003 ein Schauspielstudium an der Schule für Schauspiel Hamburg. Anschließend drehte sie für das ZDF die wöchentliche Sendung Bravo TV, in der sie neben der Moderation eine Hauptrolle des gleichnamigen Serienformates übernahm. Seitdem stand sie u. a. für die Karl-May-Festspiele, den Tatort oder Die Rettungsflieger vor der Kamera und auf der Bühne. Neben Film und Theater arbeitet sie als Sprecherin und Synchronsprecherin für Hörspiele und Hörbücher.

## Filmografie (Auswahl)
- 2003–2004: Bravo TV (Moderation und Hauptcast)
- 2006: Die Rettungsflieger
- 2006: Tatort: Liebeshunger
- 2006: Schuld & Unschuld
- 2007: Mikrofan (Kinofilm)
- 2008–2009: 112 – Sie retten dein Leben
- 2008: Angie
- 2008: Der Landarzt
- 2008: Ein Herz aus Schokolade
- 2009: Die Pfefferkörner
- 2014: Von Mädchen und Pferden
- 2018: Das Traumschiff – Malediven
- 2019: Tatort: Das verschwundene Kind
- 2020: Kein einfacher Mord
- 2021: Ruhe! Hier stirbt Lothar
- 2021: Tatort: Macht der Familie
- 2021: Morden im Norden
- 2021: So laut du kannst
- 2021: Another Monday
- 2022: SOKO Potsdam (Fernsehserie, Folge Tatütata)
- 2024: SOKO Hamburg (Fernsehserie, Folge Tödliche Tradition)

## Theater (Auswahl)
- 2002: Im Tal des Todes, Karl-May-Spiele Bad Segeberg
- 2004: Unter Geiern, Karl-May-Spiele Bad Segeberg
- 2005: Der Diktator, Hochschule für Musik & Theater Hamburg
- 2006: In Henkers Hand, Störtebeker Festspiele Rügen
- 2007: Winnetou 1, frei nach Karl May, Karl-May-Spiele Bad Segeberg
- 2010: Der Schuhu und die fliegende Prinzessin von Peter Hacks
- 2010: Jagdszenen aus Niederbayern von Martin Sperr
- 2010: Feuchtgebiete von Charlotte Roche
- 2012: Stücke schiessen, Hamburger Kammerspiele
- 2013–2017: Die Asyl-Monologe, Bühne für Menschenrechte
- 2015–2017: Die Asyl-Dialoge von Michael Ruf, Bühne für Menschenrechte
- 2016–2019: Die NSU-Monologe von Michael Ruf, Bühne für Menschenrechte
- 2019: Die NSU-Monologe von Michael Ruf, Schauspielhaus Hamburg
- 2021: Die Mittelmeer-Monologe von Michael Ruf

## Hörbücher (Auswahl)
- Marissa Meyer: Wie Monde so silbern (Die Luna-Chroniken 1) – Erscheinungsjahr: 2013, Verlag: Hörbuch Hamburg, ISBN 978-3-8449-0838-1
- Emma Sternberg Azurblau für zwei – Erscheinungsjahr: 2018, Verlag: Random House Audio
- Kristina Günak Glück ist meine Lieblingsfarbe – Erscheinungsjahr: 2019, Verlag: Lübbe Audio
- Juliet Ashton Der Sunday Lunch Club – Erscheinungsjahr: 2020, Verlag: Argon Verlag
- Emma Sternberg Ein Garten für zwei – Erscheinungsjahr: 2021, Verlag: Random House Audio, ISBN 978-3-8371-5575-4 (ungekürzt: Audible)
- J.K. Rowling Die Märchen von Beedle dem Barden – Erscheinungsjahr 2021, Verlag: Pottermore Publishing Ltd
- Elisabeth Hermann Ravna - Tod in der Arktis  – Erscheinungsjahr 2021, Verlag: Der Hörverlag
- Nora Roberts Nach dem Sturm – Erscheinungsjahr 2021, Verlag: Random House Audio
- Noah Richter 2,5 Grad – Erscheinungsjahr 2021, Verlag: Hörbuch Hamburg HHV GmbH
- Jenny Colgan Wo Geschichten neu beginnen – Erscheinungsjahr 2021, Verlag: Hörbuch Hamburg HHV GmbH
- Alice Feeney Glaube mir – Erscheinungsjahr: 2021, Verlag: Argon Verlag
- Clara Langenbach Zeit für Träume – Erscheinungsjahr: 2021, Verlag: Argon Verlag
- Kristina Günak Kaputte Herzen kann man kleben – Erscheinungsjahr: 2021, Verlag: Lübbe Audio
- Clara Langenbach Wege des Schicksals – Erscheinungsjahr: 2021, Verlag: Argon Verlag
- Sandra Grauer Drachenprinz  – Erscheinungsjahr: 2021, Verlag: Silberfisch Verlag
- Eva Hierteis Insel der Sturmpferde 1 – Erscheinungsjahr: 2021, Verlag: Silberfisch Verlag
- Manchmal lüge ich - Alice Feeney, Verlag: Argon Verlag
- Licht in tiefer Nacht - Nora Roberts - Random House Audio
- Auf immer gejagt - Erin Summerill - Silberfisch Verlag
- Die kleine Bäckerei am Strandweg - Jenny Colgan - Osterwold Audio
- Wie aus dem Nichts - Sabine Kornbichler - Audible
- Wiener Totenlieder - Theresa Prammer - Hörbuch HH Verlag
- Unvergesslich - Rowan Coleman - Osterwold Audio
- Das Verstummen der Krähe - Sabine Kornbichler - Audible
- Die Luna-Chroniken - Marissa Meyer - Silberfisch Verlag (Hörbuch Hamburg)
- Karen Cleveland: Eine Frage der Sicherheit – Erscheinungsjahr: 2022, Verlag: Der Hörverlag (Hörbuch-Download)
- 2022: Clara Langenbach: DIE SENFBLÜTENSAGA – HOFFNUNG IM HERZEN (Roman, Band 3 der Serie „Senfblütensaga“, mit Sascha Rotermund & Oliver Erwin Schönfeld), Argon Verlag, ISBN 978-3-7324-5878-3 (Hörbuch-Download)
- 2022: Nikki Erlick: Die Vorhersage, Random House Audio, ISBN 978-3-8371-6304-9 (Hörbuch-Download)
- 2023: Lexi Ryan: Court of Sun, Hörbuch Hamburg & BookBeat, ISBN 978-3-8449-3433-5 (Hörbuch-Download)
- 2024: Megan Miranda: Der Pfad, der Hörverlag, ISBN  978-3-8445-5020-7 (Hörbuch-Download)
- 2025: Alyson Noël: Chasing Eternity, Der Audio Verlag & Audible, ISBN  978-3-7424-2694-9 (Hörbuch-Download, Gray Wolf Academy 3, mit Johannes Senn)